# WePhone
WePhone是由Innovation Works开发的一款网络电话应用程序，能够让用户能够向其他WePhone用户免费发短信和打电话。其运营主体公司为苏享茂于2012年12月创立的北京曳尾科技有限公司。

## 工作原理
WePhone是一款基于VoIP技术的移动社交应用程序，而VoIP是一种以IP电话为主，并推出相应的增值业务的技术，它是建立在IP技术上的分组化以及数字化传输技术。

## 开发者
在App Store以及Google Play的Wephone信息栏中，开发者均显示为“Innovation Works”，疑为李开复旗下创新工场。不过“创新工场”发文表示，WePhone在应用商店上登录的公司名称与创新工场旧名“Innovation Works”相同仅为巧合，创新工场英文名早已更名为Sinovation Ventures。
2017年9月7日，软件开发者兼创始人苏享茂在家中自杀。